# Paul Cornu
Paul Cornu (*Glos-la-Ferrière, 15 de junio de 1881 –† Lisieux, 6 de junio de 1944) fue un ingeniero francés, que se dedicaba a la fabricación de bicicletas, y autor del que es considerado el primer vuelo libre realizado con éxito y registrado de un aparato utilizando un rotor. Es considerado el primer vuelo de un helicóptero.
El vuelo fue realizado el 13 de noviembre de 1907 en la localidad de Lisieux, dentro del departamento de Calvados, al noroeste de Francia. El aparato, que contaba con un motor Antoinette que proporcionaba 24 CV con dos rotores de rotación inversa ubicados a ambos lados del aparato, logró elevarse unos 30 cm por encima del suelo durante 20 segundos. Ese mismo día realizó otro intento, consiguiendo elevarse la máquina a una altura de metro y medio, con Paul Cornu y su hermano Jaques como pasajeros.
Sin embargo, el proyecto fue abandonado después de algunos vuelos, al comprobar que el aparato era difícil de controlar.
Paul Cornu falleció el 6 de junio de 1944 bajo los escombros de su casa, que fue destruida en el transcurso de los bombardeos precursores del desembarco de Normandía por los aliados durante la Segunda Guerra Mundial.

## Véase también

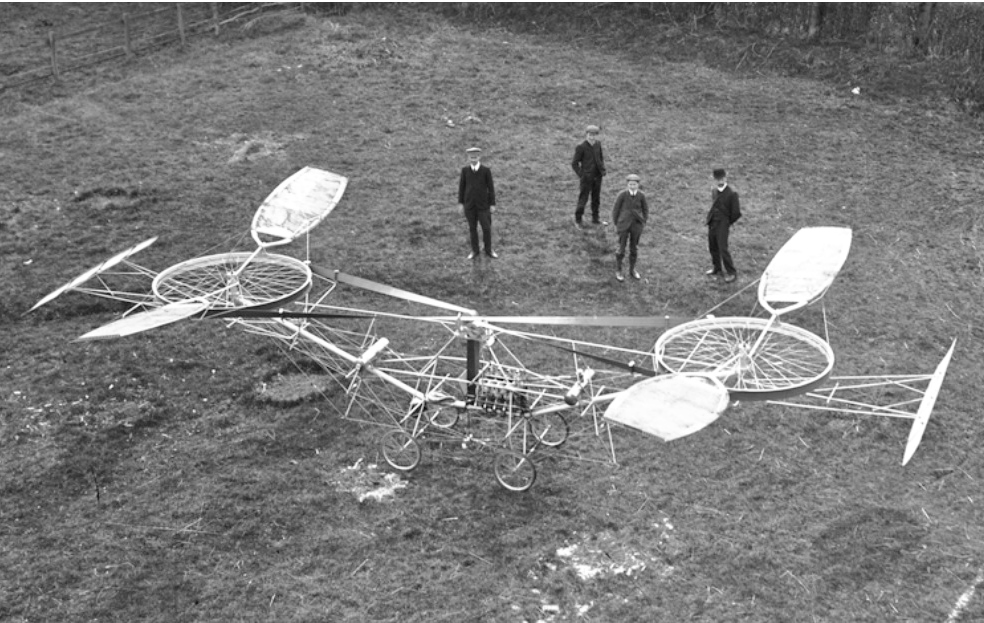
Imagen del helicóptero de Paul Cornu (1907).